# Faveraye-Mâchelles

Faveraye-Mâchelles este o comună în departamentul Maine-et-Loire, Franța. În 2009 avea o populație de 640 de locuitori.